# Bibimys chacoensis
Bibimys chacoensis е вид гризач от семейство Мишкови (Muridae). Видът не е застрашен от изчезване.

## Разпространение
Разпространен е в Аржентина и Парагвай.

## Описание
Теглото им е около 28 g.
Популацията на вида е стабилна.